# Tame Impala
Tame Impala es el proyecto de música psicodélica del multiinstrumentista australiano Kevin Parker. En el estudio de grabación, Parker compone, graba, interpreta y produce toda la música del proyecto. En sus giras, Tame Impala está formado por Parker (guitarra, voz), Dominic Simper (guitarra, sintetizador), Jay Watson (sintetizador, voz, guitarra), Cam Avery (bajo, voz) y Julien Barbagallo (batería, voz). El grupo tiene una estrecha relación con la banda australiana de rock psicodélico Pond, con la que comparte miembros y colaboradores, como Nick Allbrook, antiguo miembro de Tame Impala. Tame Impala, que en un principio firmó con Modular Recordings, ha pasado a formar parte de Interscope Records en Estados Unidos y de Fiction Records en el Reino Unido.
Parker concibió originalmente el proyecto en Perth en 2007. Tras una serie de sencillos y EPs, el álbum de estudio debut de Tame Impala, Innerspeaker, se publicó en 2010; fue certificado como disco de oro en Australia y bien recibido por la crítica. La continuación de Parker en 2012, Lonerism, también fue aclamada, alcanzando el estatus de platino en Australia y recibiendo una nominación a los premios Grammy como mejor álbum de música alternativa. El tercer álbum de Tame Impala, Currents, se publicó en julio de 2015 y, al igual que su predecesor, ganó los premios ARIA  al mejor álbum de rock y al álbum del año. Parker ganó el premio APRA  a la Canción del Año 2016 por el primer tema de Currents, «Let It Happen». El cuarto álbum de estudio, The Slow Rush, se publicó el 14 de febrero de 2020. En los premios musicales ARIA 2020, Tame Impala ganó cinco trofeos.

## Biografía

### Inicios (2007-2008)
Los orígenes del acto se encuentran en la escena musical de Perth. Parker tocó en varias bandas, una de ellas los Dee Dee Dums, un dúo de rock formado por Parker (guitarra) y Luke Epstein (batería). Tame Impala surgió en 2007 como un proyecto de grabación casera de Kevin Parker en este periodo y publicó varias pistas en Myspace. Esto despertó el interés de varias discográficas y, finalmente, firmó un contrato mundial con la discográfica independiente Modular Recordings en julio de 2008. Para trasladar estas grabaciones al directo, Parker contó con la ayuda de Dominic Simper (bajo) y Jay Watson (batería) y empezó a tocar en algunos conciertos locales.

### Tame Impala EP(2008-2009)

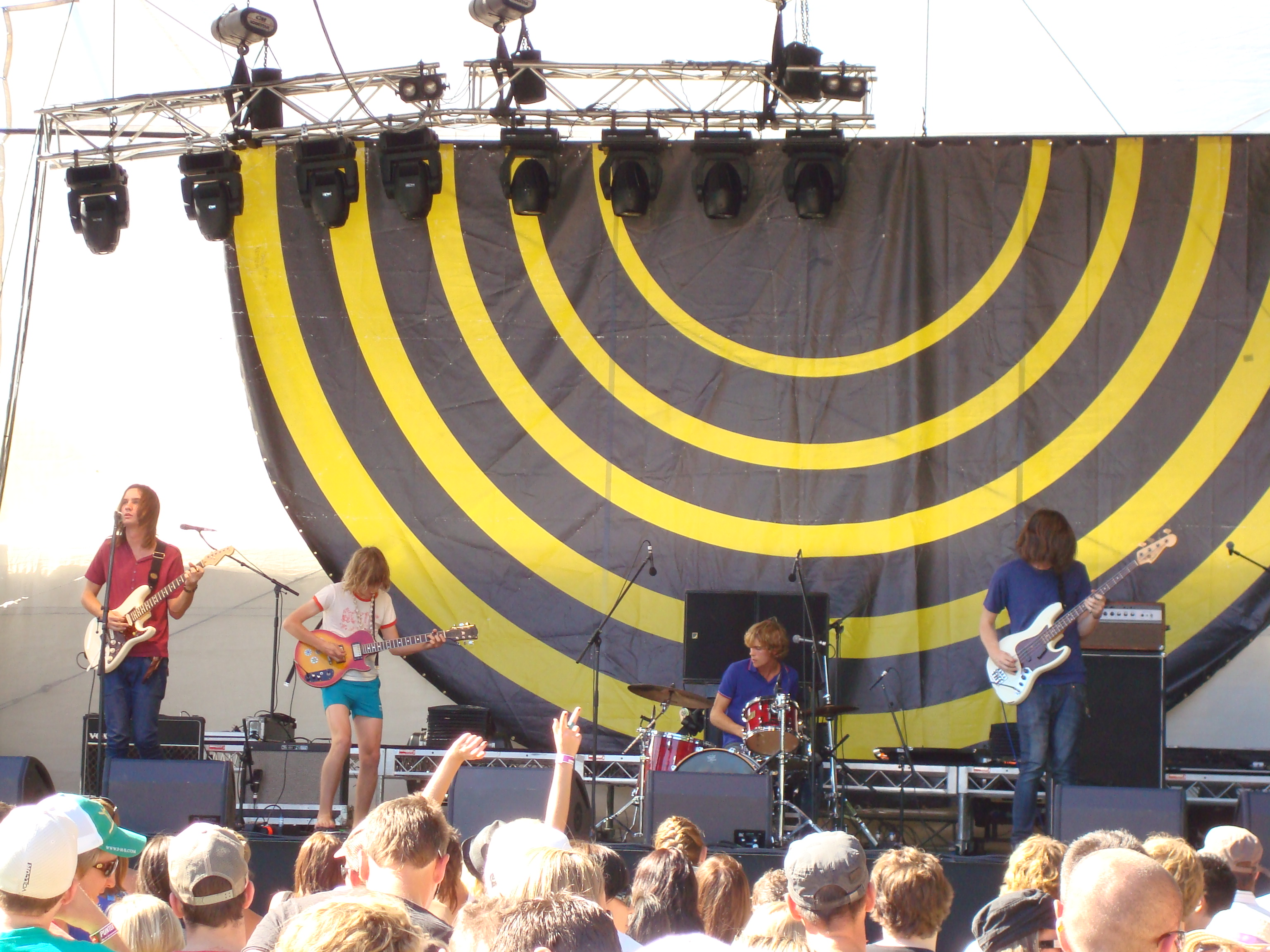
Tame Impala actuando en el V Festival 2009 en Perth, Australia Occidental.

A este fichaje le siguió el lanzamiento de su EP homónimo en septiembre de 2008. Alcanzó el número 1 en la lista de sellos discográficos independientes de Australia (AIR) y el número 10 en la lista de sencillos físicos de la ARIA, con tres canciones - «Desire Be, Desire Go», «Half Full Glass of Wine» y «Skeleton Tiger»- que fueron emitidas en la radio nacional Triple J.
Las giras de 2008 incluyeron el apoyo a You Am I, The Black Keys, Yeasayer y MGMT, así como actuaciones en el Southbound Festival, el Meredith Music Festival y el Falls Festival, y giras nacionales en apoyo de su EP. Las giras de 2009 incluyeron la gira nacional de seis fechas «Skeleton Tiger», con todas las entradas agotadas, y una gira de cinco fechas por el Reino Unido (incluyendo Nevereverland UK), así como actuaciones en el V Festival.
Tame Impala apareció en la lista Triple J's Hottest 100 en 2008 -su primera aparición en la lista- con «Half Full Glass of Wine» en el número 75. La canción también figura en el álbum recopilatorio Hottest 100.

### «Sundown Syndrome» (2009-2010)
El primer sencillo de la banda, «Sundown Syndrome», fue grabado en Londres con el ingeniero de grabación Liam Watson, mientras la banda estaba en Inglaterra en marzo de 2009. La canción fue lanzada en vinilo el 30 de junio de 2009 junto con un cover de «Remember Me», del DJ Blue Boy. Ambas canciones fueron relanzadas más tarde en la edición de lujo de Innerspeaker. Además, «Sundown Syndrome» apareció en la banda sonora de la película de 2010 The Kids Are All Right.
Gracias al éxito del sencillo, Tame Impala apareció en el festival Big Day Out de Australia/Nueva Zelanda, tocando junto con bandas tales como Muse, The Mars Volta, Kasabian y Rise Against.

### Innerspeaker(2008-2010)
the group paleyd all the songs live at a Tennessee show In October 2009 El álbum debut de Tame Impala, Innerspeaker, fue lanzado al mercado el 21 de mayo de 2010. En Inglaterra, la fecha de lanzamiento oficial era el 28 de junio, pero iTunes accidentalmente lo hizo disponible para comprar el 12 de mayo. El álbum fue lanzado en Estados Unidos el 8 de junio para la aclamación general y crítica.
En una entrevista con Triple J, Parker afirmó que estaban grabando un nuevo álbum en secreto: «Jay y yo estuvimos grabando de forma compulsiva y un segundo álbum ya está cerca de estar terminado. Estoy tan emocionado sobre eso que me resulta difícil no contarles todo sobre él». Esto fue una gran sorpresa puesto que esta declaración fue dicha pocos meses después de que su álbum debut fuera lanzado.

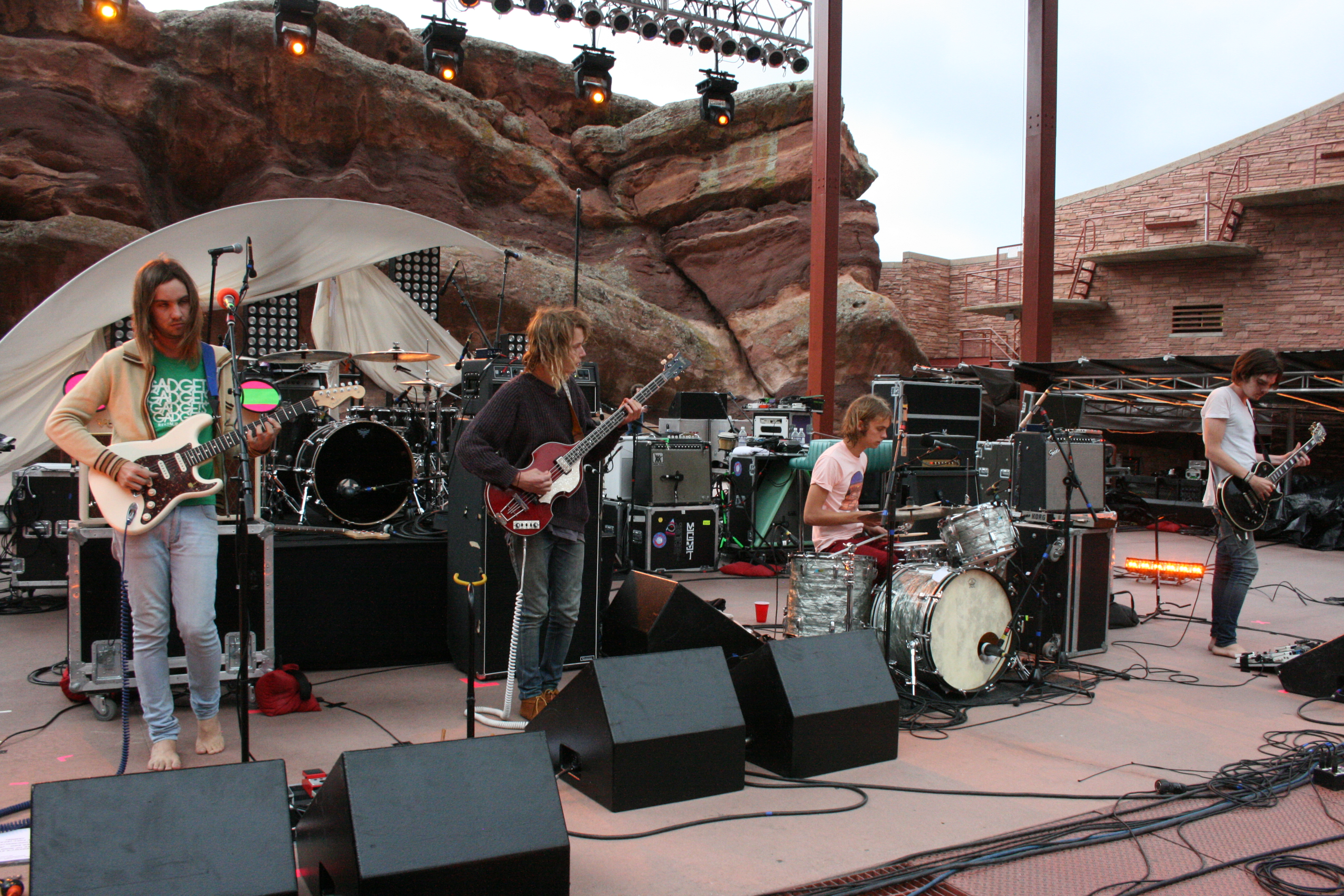
Tame Impala en el anfiteatro Red Rocks, el 11 de junio de 2010.

La banda estuvo ocupada de gira a mediados de 2010, para su Innerspeaker Tour, comenzando el 13 de mayo de 2010 como la banda telonera en el tour americano de MGMT. La banda regresó a Australia para tocar en el festival de música Splendour in the Grass, el cual siguió con un tour por Europa en julio (con una aparición en el festival de Reading y Leeds) y un tour nacional por Australia en octubre. En noviembre volvieron a Inglaterra y Europa para un tour de quince fechas, incluyendo su show más largo en Londres hasta la fecha al que asistieron Noel Gallagher, Tom Meighan, Sergio Pizzorno, Noel Fielding, Alexa Chung y Alison Mosshart. Luego volvieron a Estados Unidos y Canadá para veinte fechas incluyendo shows agotados en Toronto, Nueva York, Los Ángeles y San Francisco.

### Lonerism(2010-2013)
In January 2010 the group the recorded the album the recording was completed In September 2012 prior the laumb release during the group debut album in May 2010 they recorded the 2nd album Janaury 2010 - December 2012 they still recorded millions of songs In Early 2010 at Berlin Germany show the group premiered all those songs for the first time live  El diciembre de 2011, Parker comenzó a mezclar el segundo disco de Tame Impala, titulado Lonerism, con el productor Dave Fridmann, y el 2 de marzo de 2012, la banda anunció que el nuevo álbum estaba terminado, mezclado y masterizado.
Lonerism fue creado en un ambiente similar que Innerspeaker, donde Parker escribió y grabó la mayoría del álbum por sí mismo en su casa en Perth, Australia. Partes de la grabación también tomaron lugar en el estudio casero de Parker en Francia.
La tapa del disco es una foto tomada por Parker en los Jardines de Luxemburgo en París, Francia, con la edición adicional de Leif Podhajsky, quien antes había creado la tapa del disco Innerspeaker. La imagen entrelaza los temas de soledad de Lonerism, con una puerta de metal separando al espectador de la gente en los jardines.
El 27 de junio de 2012, la banda lanzó una muestra del álbum a su página de Facebook. Además, lanzaron la canción «Apocalypse Dreams» para descarga gratuita el 7 de julio. El primer sencillo, «Elephant», fue lanzado el 26 de julio de 2012. El álbum fue lanzado el 5 de octubre en Australia, el 8 de octubre en Inglaterra y el 9 de octubre en los Estados Unidos. El segundo sencillo, «Feels Like We Only Go Backwards», fue lanzado el 1 de octubre de 2012, y el tercer sencillo, «Mind Mischief», fue lanzado en enero de 2013.
En noviembre de 2012, Lonerism ganó el premio del «Álbum Australiano del Año» en los J Awards de 2012. En enero de 2013, el álbum fue elegido por la revista Rolling Stone como el mejor álbum de 2012, luego de que la banda también haya ganado el mismo premio en 2011 por Innerspeaker. También fue anunciado como álbum del año por la revista inglesa NME.
La banda inició un tour internacional en 2012 con la banda The Growl. Durante este tour tocaron en grandes festivales, como en el de Coachella, y aparecieron en el programa de Jimmy Fallon.

### Currents(2014-2018)
Se cree que Parker empezó a grabar el siguiente disco de la banda a principios de 2014, debido a varios vídeos en la red social Instagram que mostraban la grabación tomando lugar en Western, Australia, lugar donde el álbum debut Innerspeaker fue grabado. Parker dijo en mayo de 2013:
Ahora mismo, hacer otro álbum no me emociona. Es algo cerrado pensar que un álbum es la única forma en la que se puede sacar música, especialmente en el mundo que estamos actualmente. Todo es posible. Hay tanta gente haciendo cosas interesantes con el internet y la tecnología, podría haber tantas maneras de crear música y escucharla. Es 2013 y se puede hacer música donde sea... Hay tantas posibilidades que mi cerebro se está sobrecargando con todas ellas. Solo necesito esperar, pensar un poco más las cosas. Luego sabré qué hacer después.
En mayo de 2014, Parker habló sobre sus crecientes inclinaciones en cuanto a la grabación de otro álbum, y explicó que: «Estoy cada vez más y más atrapado en el mundo de crear un álbum. Es raro como pasa naturalmente, casi se siente como una cosa estacional. He empezado a pensar en la lista de temas y todas las cosas que conlleva un álbum». Describiendo el sonido del nuevo álbum, Parker dijo: «Voy a intentar hacerlo un poco más minimalista esta vez. Simplemente usaré lo necesario... a diferencia de una pizza suprema, la cual le echas todo». Watson agregó: «Probablemente sea menos rockero otra vez y más electrónico otra vez, hasta más que el último álbum».

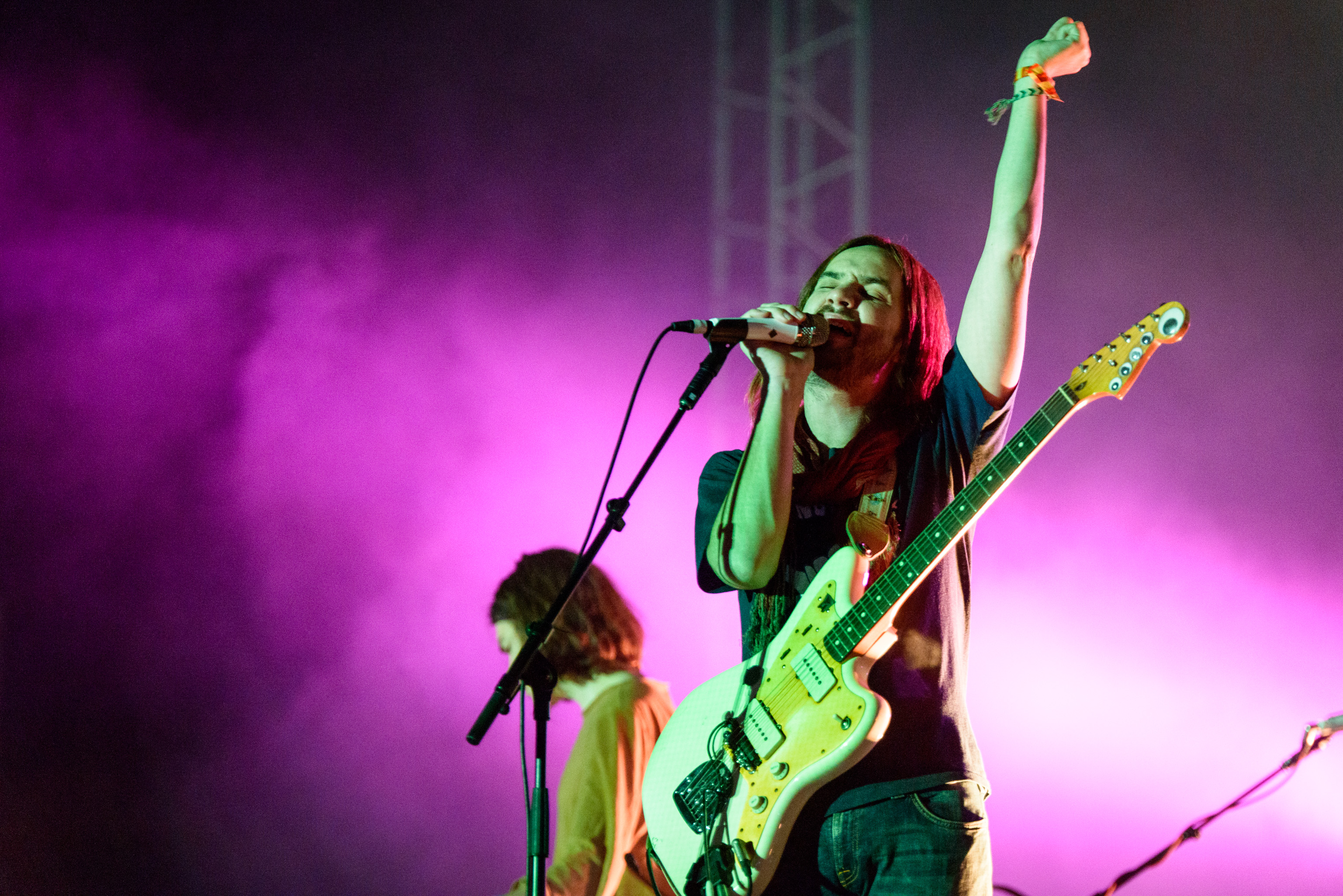
Kevin Parker y Dominic Simper tocando en el festival Lollapalooza, el 1 de agosto de 2015.

El 5 de abril de 2015, Tame Impala anunció la tapa del disco, titulado Currents, en su perfil oficial de Facebook. Un par de horas después la banda lanzó su primer sencillo oficial del próximo álbum, el cual fue titulado «Cause I'm a Man». Luego, el 22 de abril de 2015, Tame Impala lanzó oficialmente «Let It Happen» como el segundo sencillo del álbum. Una semana después, el 29 de abril de 2015, Kevin Parker creó una encuesta en Reddit, en la cual provocaba a los fanes para que le pidan que saque una canción nueva, para luego responder con la canción «Disciples», la cual se convirtió en el tercer sencillo del álbum. En esta misma encuesta, Parker dijo: «Recientemente, de todas las ventas de los discos de Tame Impala afuera de Australia he recibido... cero dólares. Alguien gastó el dinero antes de que llegue a mi. Probablemente nunca consiga ese dinero».
El 7 de mayo de 2015, la banda anunció que el álbum sería lanzado el 17 de julio. Además, publicó el cuarto sencillo, titulado «Eventually». El quinto y último sencillo, titulado «The Less I Know the Better», fue lanzado el 29 de noviembre. Más tarde, esta canción se convertiría en la más exitosa de la banda.
Un año después de haber lanzado Currents, el 18 de julio de 2016, Parker utilizó su cuenta de Instagram para anunciar que a finales de dicho año lanzaría una edición deluxe de su último disco.

### The Slow Rush(2019-presente)
El 21 de marzo de 2019, Tame Impala lanzó el sencillo «Patience» y se burló de la nueva música en Instagram para el próximo álbum. Fueron el invitado musical de Saturday Night Live el 30 de marzo, con la presentadora Sandra Oh. En el programa, la banda interpretó «Patience» y una nueva canción, «Borderline», que se publicó el 12 de abril. El 25 de octubre, Tame Impala reveló el título de su cuarto álbum de estudio, The Slow Rush. Tres días después, el 28 de octubre, lanzaron la canción «It Might Be Time», y el 3 de diciembre, el sencillo «Posthumous Forgiveness». El álbum salió a la venta el 14 de febrero de 2020 y cuenta con 12 temas que fueron grabados en Los Ángeles y en la ciudad natal de Parker, Fremantle, Australia.
Josh Terry, de Vice, nombró a Tame Impala su «Artista de la Década» para la década de 2010, escribiendo: «Ningún artista capturó mejor la polinización cruzada de géneros a lo largo de la década de 2010 que Tame Impala». Y añadió: «En la era del streaming y la burbuja de los festivales de gran tamaño, la discografía de Parker parece hecha de fábrica tanto para una multitud de miles de personas como para una noche fría a solas con una lista de reproducción llena de vibraciones» y que «su música encarna el sentido de soledad impulsado por la tecnología de esta década mejor que cualquiera de sus compañeros».
«The Less I Know the Better» fue votada como número 1 en el Triple J's Hottest 100 of the Decade el 14 de marzo de 2020. Esta fue la clasificación más alta para Tame Impala en un Hottest 100 Countdown y la primera vez que el proyecto había alcanzado el número 1 en cualquier Hottest 100. (La misma canción se había colocado previamente en cuarto lugar en el Hottest 100 de 2015).
El 20 de marzo de 2020, Parker apareció en el álbum After Hours de The Weeknd, produciendo y aportando voces de fondo en un tema llamado «Repeat After Me (Interlude)». En los ARIA Music Awards de 2020, en noviembre, Tame Impala ganó otros cinco trofeos: «Álbum del año», «Mejor álbum de rock», «Ingeniero del año» y «Productor del año» por The Slow Rush , así como «Mejor grupo».
En octubre de 2021, la banda anunció que en febrero de 2022 se publicaría una edición de lujo de The Slow Rush.
En marzo de 2021, la canción de 2012 de la banda «Elephant», del álbum Lonerism, fue versionada por el grupo australiano de música infantil The Wiggles para el segmento Like a Version de Triple J. La versión de The Wiggles llegó a colocarse en el número 1 del Hottest 100 de 2021.
En febrero de 2022, la banda lanzó The Slow Rush B-Sides and Remixes.
En mayo de 2022, la banda lanzó el sencillo «Turn Up the Sunshine», una colaboración con Diana Ross. El tema es el sencillo principal del álbum de la banda sonora original de la película Minions: The Rise of Gru. Con la excepción de este tema, el álbum presenta principalmente nuevos giros en éxitos clásicos de los 70 de artistas como Brittany Howard, St. Vincent, H.E.R. y muchos otros.
En agosto de 2022, la banda colaboró con Gorillaz en una nueva canción llamada «New Gold».
En 2025 lanzó el simple "End of summer", el primero bajo el sello Columbia.

## Estilo musical

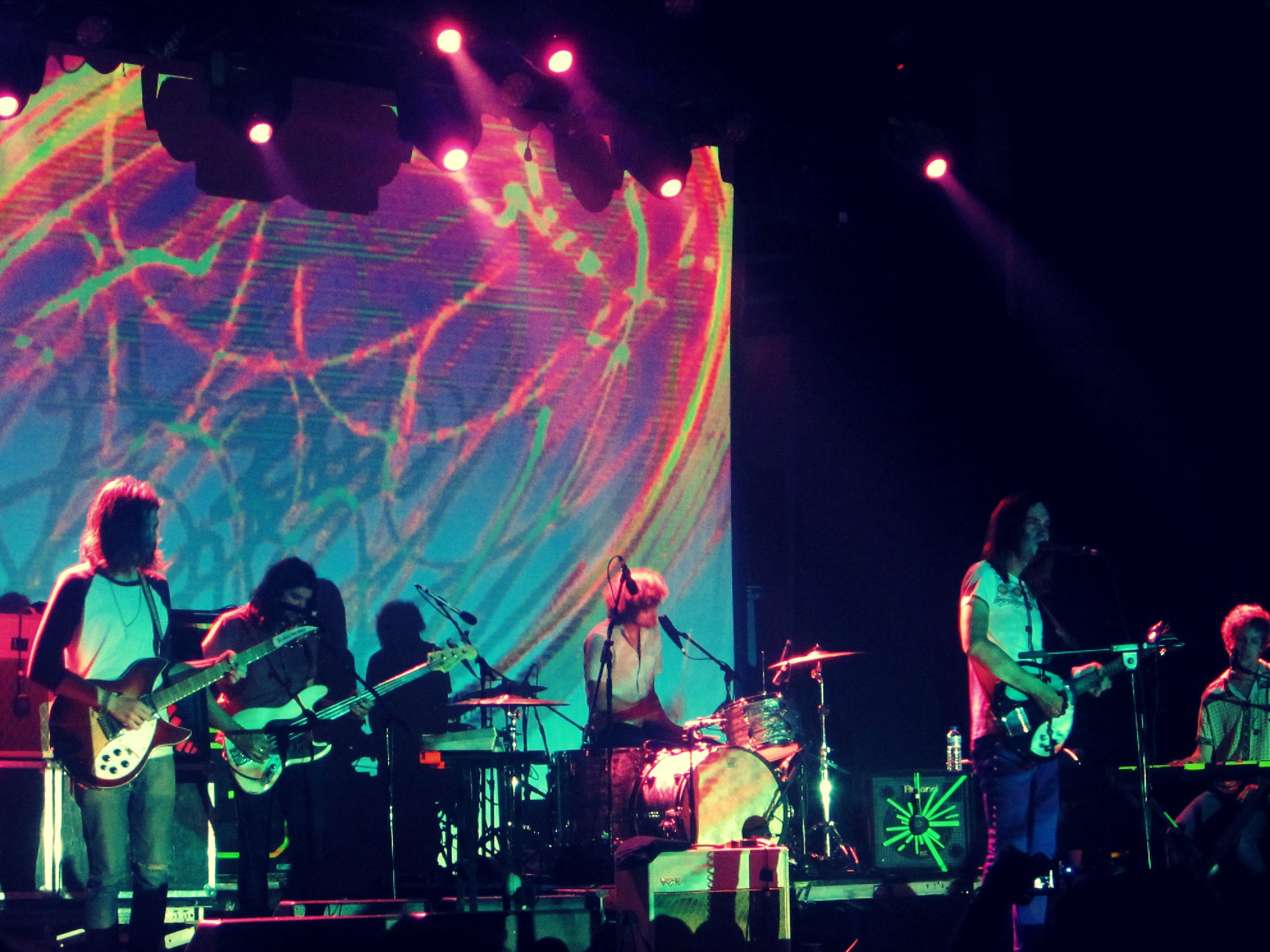
La música y los visuales en directo de Tame Impala están fuertemente influenciados por la música psicodélica.

La decisión de Parker de hacer la música de Tame Impala en el estudio por sí mismo es el resultado de que a Parker le gusta «el tipo de música que es el resultado de una persona que construye una impresionante sinfonía de sonido. Puedes superponer tu propia voz 700 veces durante medio segundo si quieres, y a mí me encanta ese tipo de música». Sin embargo, Parker tiene que trasladar su música al directo con la banda, y ésta no toca las canciones hasta que se han grabado. «Las únicas improvisaciones que se hacen como banda se hacen mucho tiempo después de que la canción esté grabada por el bien del entorno en vivo. Es bueno para nosotros, porque podemos coger una canción ya grabada y hacer lo que queramos con ella: ralentizarla, acelerarla, hacerla 10 segundos o 10 minutos más larga. Nos da mucha libertad».
Algunos de los efectos preferidos y utilizados a menudo por Parker son el phasing, el delay, la reverberación y el fuzz. La experimentación con diferentes pedales de efectos, como el Roland RE-20 Space Echo, ha llevado a Parker a crear sonidos nuevos y únicos. «Si te esfuerzas en no poner los pedales en el orden que debes hacerlo, entonces acabarás con algo que suene nuevo. No tenemos cosas que hayamos sacado de otro planeta ni nada parecido; son las mismas cosas que todo el mundo ha utilizado. La gente tiene un pedal de distorsión y un pedal de reverberación. Una reverberación está pensada para que suene como si estuviera en una catedral o algo así. Si lo pones al revés, no sonará como una guitarra que se toca en una iglesia; sonará como una iglesia metida en una caja de zapatos y luego explotada. Se pueden hacer cosas diferentes simplemente tratando las cosas de forma diferente».
Parker ha comentado su proceso de creación de música: «Tengo una visión repentina y espontánea de una canción, tengo todas las partes en mente y hago todo lo posible para grabarla lo más rápido posible. Busco mi ocho pistas y hago una maqueta rápida de sólo el riff, o una estrofa o un estribillo. La canción durará unos 30 segundos. Tengo un montón de ellas [maquetas] y luego elijo las que convertiré en canciones completas». Parker tiene un gran sentido de la melodía en su música, ya que ha compuesto «música excesivamente melódica desde los 12 a los 15 años». Para Parker, la música va antes que la letra: «Suelo escribir la letra después de haber decidido la melodía y su ritmo. Pero las palabras tienen que tener sentido. Intento sincronizar ciertas palabras con las mejores partes de la melodía, pero puede ser realmente difícil y me hace perder la cabeza. Me gusta mantener el significado bastante abierto y ambiguo para que no sea yo el único que saque algo de la letra. Suelo escribir las letras a partir de un personaje más que contar una historia concreta». Parker también dijo: «Normalmente estoy lo suficientemente motivado como para pensar en nuevas canciones cada día, pero suelo olvidarlas. Parece que me emociona percibir sentimientos de desesperación o desesperanza general, ya sea yo o alguien cercano, o alguien en una película o cualquier cosa. Es muy difícil sentarse y forzarse a escribir una canción, y ese forzamiento suele salir en la canción, así que tengo que esperar a que me lleguen».

## Miembros
| Miembro de estudio - Kevin Parker – todas las voces e instrumentos, producción y mezclas (2007-presente) Miembros de apoyo en vivo - Kevin Parker – voz, guitarras, maraca ocasional (2007-presente) - Dominic Simper – sintetizador, teclados, coros (2007-presente), bajo (2007-2013) - Jay Watson – sintetizador, teclados, guitarras, coros (2007-presente), batería (2007-2013) - Julien Barbagallo – batería, coros (2012-presente) - Cam Avery – bajo, teclados, coros (2013-presente) - Rafael Lazzaro-Colon – percusión (2019-presente) | Miembros de apoyo en vivo anteriores - Nick Allbrook – guitarras, bajo, teclados, coros (2009-2013) |

## Discografía

### Álbumes
- Innerspeaker (2010)
- Lonerism (2012)
- Currents (2015)
- The Slow Rush (2020)

### Álbumes en vivo
- Live at the Corner (2010)
- Live Versions (2014)

### EPs
- Tame Impala H.I.T.S. 003 (2008)
- Tame Impala (2008)

### Álbumes recopilatorios
- Innerspeaker B-Sides & Remixes (2011)
- Lonerism B-Sides & Remixes (2013)
- Currents B-Sides & Remixes (2017)
- The Slow Rush B-Sides & Remixes (2022)

### Colaboraciones
- Daffodils - Mark Ronson - 2015 - Uptown Special
- Summer Breaking - Mark Ronson - 2015 - Uptown Special
- Leaving Los Feliz - Mark Ronson - 2015 - Uptown Special
- SKELETONS - Travis Scott - 2018 - Astroworld
- Only You - Theophilus London - 2018 - Bebey
- Whiplash - Theophilus London - 2019 - Bebey
- Call My Phone Thinking I'm Doing Nothing Better - The Streets - (2020) - None of Us Are Getting Out of This Life Alive
- Turn Up the Sunshine - Diana Ross - (2022) - Minions: The Rise of Gru (soundtrack)
- New Gold - Gorillaz - (2022) - [Pista 5 de Cracker Island]
- No More Lies - Thundercat - (2023) Sencillo No More Lies
- Neverender - Justice - (2024) - [Pista 1  de Hyperdrama]
- One Night/All Night - Justice - (2024)- (Pista 4 de Hyperdrama]

## Premios y nominaciones
| Premio      | Año  | Categoría                       | Trabajo nominado | Resultado | Ref    |
| ----------- | ---- | ------------------------------- | ---------------- | --------- | ------ |
| Brit Awards | 2021 | Artista Internacional Masculino | Él mismo         | Nominado  | [ 37 ] |